# Antônio Marcelino Nunes Gonçalves
Antônio Marcelino Nunes Gonçalves, Visconde de São Luis do Maranhão (Rosário, 6 de abril de 1823 — Rio de Janeiro, 31 de maio de 1899) foi advogado, magistrado, jornalista, escritor e político brasileiro.

## Biografia
Nasceu no síto Santana, na jurisdição do atual município de Rosário, que na época era distrito de Itapecuru Mirim, filho do comendador Joaquim José Gonçalves, senhor de terras, engenhos e escravos na ribeira do Itapecuru, e de Isabel Marcelina Nunes Belfort, irmã do Coronel Antônio de Sales Nunes Belfort. Pelo lado materno, descendia de irlandeses, da Casa de Belfort, família nobre que remonta ao século IX, que se estabeleceu no Brasil em meados do século XVIII na pessoa de Lancelot Belfort, conhecido no Maranhão como Lourenço Belfort, o qual era tetravô de Antônio Marcelino.
Após concluir seus estudos preparatórios em São Luís, com dezoito anos de idade, matriculou-se, em 1841, na Faculdade de Direito de Olinda, de quem recebeu diploma de bacharel em Ciências Sociais e Jurídicas em 1845. De volta à província natal, começou a exercer advocacia em São Luís, até ser nomeado juiz municipal dos termos reunidos de Codó e Coroatá, subordinados à comarca de Caxias, na qual permaneceu de 1847 a 1848. No ano seguinte, foi nomeado delegado da instrução pública de Codó.

### Deputado provincial
Apoiado pela família Belfort, de grande influência na província, concorreu às eleições de 1847 para a Assembleia Provincial, elegendo-se para os mandatos sucessivos de 1848 a 1855. Dentre seus colegas parlamentares à legislatura de 1848-1849, estavam: João Francisco Lisboa, Frederico José Correia, Viriato Bandeira Duarte (seu parente distante, futuro ministro do Supremo Tribunal Federal), Joaquim Franco de Sá, João Duarte Lisboa Serra, Francisco José Furtado, Alexandre Teófilo de Carvalho Leal, Francisco Sotero dos Reis, dentre outros.
Em 1849, o deputado liberal Altino Lélis de Morais Rego apresentou um requerimento, acompanhado de representação dirigida ao imperador Pedro II, pedindo anistia geral para os revolucionários pernambucanos de 1848. A maioria conservadora, dentre eles, o deputado Nunes Gonçalves, fiel ao imperador, votou contra a proposta, derrubando-a. No mesmo ano, o deputado Antônio Marcelino apresentou projeto de lei autorizando o governo a comprar à herdeira de Eleutério Lopes da Silva Varela sua parte do prédio do Teatro União (atual Teatro Arthur Azevedo), com o intuito de incorporar aquela antiga casa de espetáculo ao patrimônio do governo, possibilitando seu retorno à atividade.
Logo no início da legislatura de 1850-1851, um dos primeiros projetos a tramitar foi de sua autoria, versando sobre serviço público de água encanada. A discussão da matéria chamou a atenção das autoridades para os perigos da distribuição de água feita até então, sem a prevenção devida de doenças veiculadas por meio hídrico. Outro projeto seu, na área de educação, tinha por objetivo conferir ao Liceu Maranhense as mesmas atribuições e competências do Colégio Pedro II. Previa que os estudantes do Liceu poderiam recebeu o grau de bacharel em Letras ao concluir o curso, o qual deveria ser ampliado com novas matérias. Foi aprovado em primeira discussão, porém, rejeitado na segunda.
Embora filiado ao Partido Conservador, Nunes Gonçalves tinha posições independentes. Em novembro de 1853, o deputado levou ao plenário uma questão de ordem referente à eleição da mesa diretora, presidida por seu colega José da Silva Maia, da qual era o primeiro vice, por ter sufragado a mesma o deputado Fernando Cândido de Alvear, que estava sendo processado por crime de responsabilidade, e já prolatada sentença de pronúncia contra o mesmo. A maioria conservadora, em clima de nervosismo indisfarçável, rejeitou sua proposta. Derrotada a questão de ordem, Antônio Marcelino suscitou outra após a votação, dando início a um tumulto entre os deputados, o que levou à suspensão dos trabalhos da casa e à queda da mesa de Silva Maia. Os deputados só voltaram a se reunir um mês depois, ainda sob clima tenso, expresso nos jornais vinculados aos partidos.
Foi de sua autoria o projeto de lei que elevou a povoação de Barra do Corda a vila e município, afinal emancipada da vila da Chapada (Grajaú).

### Deputado geral do Império e Presidente Provincial
Nunes Gonçalves não conseguiu se eleger ao parlamento maranhense na legislatura de 1855-1856. Reassumiu então suas funções de magistrado, passando pelas comarcas do Alto Mearim (Codó-Coroatá), São Luís Gonzaga, Pastos Bons, Icatu e Rosário, até ser promovido a juiz de direito da comarca da capital, em 1855. No ano anterior, concorrera à Assembleia Geral do Império como suplente e, com o falecimento do deputado José Tomás dos Santos Almeida, assumiu-lhe a vaga para a legislatura de 1855-1859. Em 1856, o então presidente do Maranhão, seu parente José Joaquim Teixeira Vieira Belfort, nomeou-o chefe de Polícia da província, mantendo-se no cargo com a nomeação do novo presidente, Antônio Cândido da Cruz Machado. Nesse cargo, mandou prender José Joaquim Ferreira Vale, futuro visconde do Desterro, afinal libertado pelo Tribunal de Apelação.
Em 1858, foi nomeado presidente da província do Rio Grande do Norte, cargo que ocupou apenas até o ano seguinte, quando, em 4 de julho, foi escolhido para administrar a província do Ceará, tomando posse do governo em Fortaleza, em 7 de outubro do mesmo ano. Durante sua administração, criou-se a Irmandade da Misericórdia para administrar o Hospital de Caridade de Fortaleza (que pouco depois, passou a ser a Santa Casa de Misericórdia de Fortaleza). Ali esteve até 9 de abril de 1861, quando passou o cargo para o primeiro vice-presidente, Antônio Pinto de Mendonça, para assumir a presidência de Pernambuco, para a qual fora nomeado em 26 de fevereiro. Porém, tal como no Rio Grande do Norte, só esteve por alguns meses.
Candidato a deputado geral em 1860, não logrou ser eleito e, uma vez exonerado do cargo de presidente provincial, retornou para a magistratura. No entanto, com a eleição do deputado João Pedro Dias Vieira ao Senado Imperial, preencheu sua vaga na Assembleia Geral, da qual tomou posse em 2 de maio de 1862, retornando à Câmara na legislatura seguinte.

### Senador Imperial
Em 4 de março de 1863, com a morte do senador Ângelo Carlos Muniz, abriu-se uma vaga para a câmara vitalícia, e o nome de Antônio Marcelino figurou na lista tríplice colocada à escolha do imperador. Eram seus concorrentes Isidoro Jansen Pereira, comandante da Guarda Nacional do Maranhão, e Francisco José Furtado, ex-ministro da Justiça, o qual foi escolhido. Todavia, abriu-se mais uma vaga no ano seguinte com o passamento do senador Joaquim Vieira da Silva, e Nunes Gonçalves foi mais uma vez indicado para a lista, assim como o Coronel Isidoro e Fábio Alexandrino de Carvalho Reis, ex-presidente do Pará, após uma acirrada disputa entre liberais e conservadores. Carta imperial de 27 de abril de 1865 determinou a eleição de Antônio Marcelino para senador, assumindo sua vaga no início da legislatura, em 3 de maio.
O senador Nunes Gonçalves foi defensor da Lei do Ventre Livre, manifestou-se contra a reforma eleitoral de 1875, e posicionou-se a favor do projeto de Silveira Martins, a liberdade de culto. Votou também contra a indenização dos proprietários de escravos sexagenários, quando estes adquiriram a liberdade, por entender que o poder público não instituíra por lei a escravidão e, por lei, não estava obrigado a indenizar quem quer que fosse. Ao contrário, pensava que quem merecia ser indenizado era o ex-cativo.

### Casamentos e descendência
Antônio Marcelino foi casado em primeiras núpcias com Lucrécia Augusta Belfort Serra, sua parenta distante, viúva de Filipe Quinto Belfort, sobrinho do Barão de Coroatá. Antônio e Lucrécia tiveram duas filhas conhecidas:
1. Juliana Belfort Gonçalves, que morreu jovem e solteira;
2. Maria José de Sousa Gonçalves, casada com Francisco Carneiro Homem de Souto Maior, neto de Aires Carneiro Homem de Souto Maior.

Viúvo, casou-se novamente com outra parenta (dele e da falecida Lucrécia), Ana Evarista Belfort Serra de Burgos, a qual era parenta próxima do jornalista Joaquim Maria Serra Sobrinho. Eles tiveram uma filha.

### Últimos anos
Foi agraciado pelo imperador com o título honorífico de conselheiro, com as comendas da Imperial Ordem da Rosa e da Imperial Ordem de Cristo, e com o título de visconde de São Luís do Maranhão, com honras de grandeza, por decreto de 13 de junho de 1888.
Redacionou o jornal "Nova Época", dirigido pelo Barão de São Bento, em São Luís, e, em 1842, publicou no Rio de Janeiro, pela Tipografia Nacional, o livro "Sociedades Anônimas".
Aposentado com honras de desembargador, faleceu na capital federal, aos 76 anos. Sua viúva o sobreviveu por dezessete anos.